# Haupmerkopf
Haupmerkopf är en bergstopp i Österrike.   Den ligger i distriktet Lienz och förbundslandet Tyrolen, i den centrala delen av landet, 300 km väster om huvudstaden Wien. Toppen på Haupmerkopf är 2 452 meter över havet.
Terrängen runt Haupmerkopf är bergig. Runt Haupmerkopf är det ganska glesbefolkat, med 26 invånare per kvadratkilometer.. Närmaste större samhälle är Matrei in Osttirol, 13,0 km söder om Haupmerkopf. 
Trakten runt Haupmerkopf består i huvudsak av gräsmarker.